# Luc Deflo

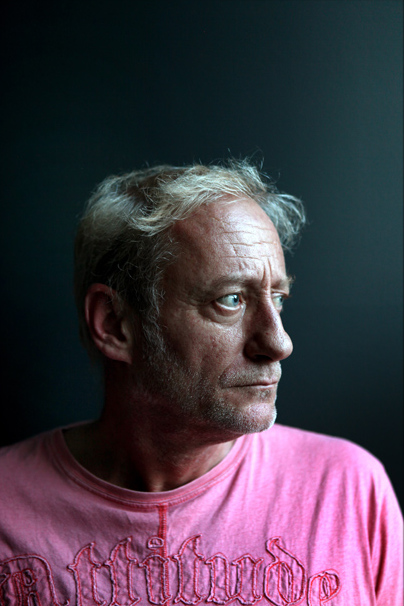
Luc Deflo 2014

Luc Deflo (* 27. Februar 1958 in Mechelen (Provinz Antwerpen), Belgien; † 26. November 2018 ebenda) war ein belgischer Thrillerautor, der seine Romane in flämischer Sprache publizierte. Außerdem arbeitete er in Teilzeit als Berater für das Finanzunternehmen KBC Group NV.

## Leben
Luc Deflo schrieb bereits Theaterstücke, Drehbücher und Hörspiele, ehe er 1999 seinen ersten erfolgreichen Thriller Naakte zielen (dt. Nackte Seelen) veröffentlichte. Der Roman wurde für den Hercule-Poirot-Preis nominiert. Protagonisten seiner Jos Bosmans und Dirk Deleu-Serie sind ein Untersuchungsrichter und ein Polizeikommissar. Die Romane spielen überwiegend in der Stadt Mechelen.
Nach 15 Jahren verließ Deflo seinen bisherigen Verlag Manteau (WPG-Uitgevers), weil seine Vorstellungen und die des Verlages nicht mehr vereinbar waren, berichteten die belgische Nachrichtenagentur Belga und die Tageszeitung De Morgen am 20. Dezember 2013.
Luc Deflo war mit der Venezolanerin Sormaria Machan verheiratet und lebte in Brüssel. Er starb im November 2018 im Alter von 60 Jahren und hinterließ neben seiner Frau zwei Töchter und einen Sohn.

## Werke (Auswahl)

### Jos Bosmans und Dirk Deleu-Serie
- 1999 Naakte zielen (dt. Nackte Seelen. Knaur, München 2007, ISBN 978-3-426-63566-7)
- 2000 Bevroren hart (dt. Totenspur. Knaur, München 2008, ISBN 978-3-426-63567-4)
- 2001 Lokaas (dt. Ins blanke Messer. Knaur, München 2009, ISBN 978-3-426-50234-1)
- 2002 Kortsluiting (dt. Todeswahn. Knaur, München 2011, ISBN 978-3-426-50235-8)
- 2003 Sluipend gif (dt. Schnitzeljagd. Knaur, München 2010, ISBN 978-3-426-50693-6)
- 2004 Onschuldig
- 2005 Copycat
- 2006 Hoeren
- 2008 Pitbull
- 2009 Schimmen
- 2010 Jaloezie
- 2011 Phobia
- 2012 Enigma

### Nadia Mendonck & Dirk Deleu-Serie
- 2014 Intifada
- 2015 Teek
- 2016 Vlees
- 2017 Tot op het bot

### Cel 5-Serie
- 2005 Weerloos
- 2006 Ademloos
- 2007 Spoorloos
- 2013 Genadeloos

### Einzelwerke
- 2007 Angst
- 2009 Lust
- 2010 Prooi
- 2012 Losers
- 2013 Giftige vlinders
- 2014 Onderhuids[4]
- 2014 Macht
- 2015 Donkere Maan
- 2016 Drift
- 2016 Kick
- 2017 Aan jou de keuze
- 2017 Nacht & nevel
- 2018 Schatje
- 2018 Verdorven
- 2019 Levend speelgoed (posthum)
- 2019 Ricky en Ronnie (posthum)

## Auszeichnungen
- 2008 Hercule-Poirot-Preis für Pitbull